# Remijia glomerata
Remijia glomerata är en måreväxtart som beskrevs av Huber. Remijia glomerata ingår i släktet Remijia och familjen måreväxter. Inga underarter finns listade i Catalogue of Life.